# Radu Popescu
Radu Popescu (1655 – 1729) è stato uno storico rumeno.

## Biografia
Attivo alla corte del voivoda (principe) Nicolae Mavrocordat, gli viene attribuita una chronica dei Principati danubiani, la Istoriile domnilor Țării Românești (1290-1728)